# Aaron Stapleton
Aaron Stapleton – australijski zapaśnik walczący w obu stylach Zajął osiemnaste miejsce na mistrzostwach świata w 2003. Wicemistrz Oceanii w 1999 roku.